# غابرييل غرين (مقاتل)
غابرييل غرين (بالإنجليزية: Gabriel Green؛ مواليد 2 مايو 1993) هو مُقاتل فنون قتالية مختلطة أمريكي.

## وصلات خارجية
- غابرييل غرين (مقاتل) على موقع يو إف سي (الإنجليزية)
- غابرييل غرين (مقاتل) على موقع شيردوغ (الإنجليزية)
- غابرييل غرين (مقاتل) على موقع Tapology.com (الإنجليزية)